# Kemambang
Kemambang is een bestuurslaag in het regentschap Semarang van de provincie Midden-Java, Indonesië. Kemambang telt 1685 inwoners (volkstelling 2010).